# سحلية الظل
سحلية الظل (الاسم العلمي: Alopoglossus)، جنس سحالي من فصيلة سحالي الظل، تستوطن أمريكا الجنوبية الاستوائية.